# アマゾン・パブリッシング
アマゾン・パブリッシング(Amazon Publishing) は2009年に設立されたAmazon.comの書籍出版部門。AmazonEncoreやAmazonCrossing、Montlake Romance、Thomas＆Merecer及び47Northを含む数多くのインプリントで構成されている。
アマゾンはKindle ダイレクト・パブリッシングを通じて電子書籍を出版している。

## 歴史
2009年5月、Amazonは新規の主力総合インプリントの「AmazonEncore(アマゾンアンコール)」を開始した。このインプリントでは絶版または売れる見込みのある自費出版の書籍を出版しており、最初の出版本は2009年8月の『Cayla Kluver's Legacy』だった。AmazonEncoreによって出版された他の初期の書籍には、Robert Kroeseによる『Mercury Falls』、J.A. Konrathの『Shaken』、John Rectorの『The Grove』とKaren McQuestionの『A Scattered Life』も含まれていた。
2010年5月に作品を英語に翻訳するインプリント「AmazonCrossing」が発表された。最初の翻訳本はフランス語の小説『カヘルの王』とドイツ語の小説『ハングマンの娘』で2010年11月と12月にそれぞれ発売された
。
2011年5月に、アマゾンはジャンルに特化した２つのインプリント「Montlake Romance」と「Thomas & Mercer」を立ち上げた。Montlake Romanceはロマンスジャンルのインプリントで、「ロマンスは我々の最も大きくかつ最も急速に成長しているカテゴリーの一つであり、特にKindleユーザーの中ではそうだ」とアマゾン・パブリッシングの副社長のジェフ・ベリーは述べた。Thomas & Mercerはミステリー作品向けのインプリントである。
Powered by Amazonは自費出版本のプラットフォームでシリーズ本の出版を好きなインプリント名でできる。例えば2011年5月にセス・ゴーディンは一連のマニフェストを出版するインプリント「The Domino Project」を設立しており、Powerd by Amazonインプリントプロジェクトの初めてのインプリントであった。ゴーディンは2011年11月にインプリントを終了させると決断しており、過去に出版された12作品は未だにアマゾンで販売されているが、新規の書籍は出版されることはなかった。5月にまた、アマゾンはタイムワーナーブックグループ元CEOのラリー・カーシュバウムを新規の総合インプリントのトップとして雇用した。10月にはアマゾンはサイエンス・フィクション、ファンタジー、ホラーを扱うインプリント「47 North」を立ち上げた。12月には、アマゾン・パブリッシングはマーシャル・キャベンディッシュから子供用絵本の表題450本以上を買収することで合意した
2012年1月、アマゾン・パブリッシングのニューヨークでの出版拠点「アマゾンパブリッシングの東海岸グループ(ラリー・カーシュバウムにより運営)」が仮名でインプリント「New Harvest」の書籍を販売するためにHoughton Mifflin Harcourtと取引したことが明らかになった。
New Harvestはアマゾン・パブリッシングのみから出版されていて書籍の背にNew Harvestのインプリメントであることが明記されている。これによりアマゾンはバーンズ・アンド・ノーブルのような自社の書店でアマゾンのインプリントを販売することを許可していない小売業者で売れるようになった。しかしながらバーンズ・アンド・ノーブルは後にNew Harvestを含むアマゾンのいかなるインプリントも入荷しないと発表しており、この措置は他の書店もまたアマゾンのインプリントの入荷を禁止したことを反映している。New Harvestによる初の出版作品の一つがジェフ・ラグズデール作の『Jeff, One Lonely Guy』で2012年3月20日に発売された。
2012年6月、アマゾンはロマンスとミステリー専門で約3000冊の在庫目録がある創業62年の小さな出版社Avalon Booksを買収した。その本はアマゾンのシアトルに拠点を置くインプリントの下で出版された。11月にアマゾンはローレンス・カーシュバウムを「シアトルとニューヨークの大人向け・子供向けのインプリントの編集担当トップ」に昇格させると発表した 。加えて、アマゾンが欧州に「英国、ドイツ、フランス、イタリア及びスペインの英語の書店を通して英語の読者を拡大させる」ことに専念する新しい出版部門を立ち上げると発表された。シアトルインプリントの元発行者のビッキー・グリフィスが新たな欧州での発行者になった。2012年12月、アマゾンの一部門のBrilliance Audioはオリジナルの自己啓発とインスピレーションのハードカバーやペーパーバッグ、電子書籍に専念するインプリント「Grand Harbor Press」を創設することを発表した
。
2013年1月、アマゾンは子供向けと青少年向けの2つのインプリントを発表した。第1のインプリントは「Two Lions」で絵本や、チャプターブック、中級フィクションを特集していた。第２のインプリントは「Skyscape」で青少年向けのフィクションを出版している。３月にはアマゾンはニューヨークを拠点とする文芸フィクションのインプリント「Little A」を発表した。このインプリントでは小説や短編小説及び回想録を出版しており、当初は上級編集者のエド・パークに監督されていた。アマゾン・パブリッシングは漫画とグラフィック小説のインプリント「Jet City Comics」を7月9日に発表し、Jet City Comicsは既存の本をKindle電子書籍と印刷向けの漫画に取り入れる。
2013年10月、アマゾン・パブリッシングは新たな週刊デジタル文芸雑誌「Day One」を発表した。この雑誌は短編フィクションと詩に焦点を当てており、その中には新規の著者や英語に翻訳された外国の著者の作品も含まれていた。各号ではショートストーリーとポエムに加えて一人の作家と一人の詩人という構成だった。雑誌はキンドルデバイスを通じてもアクセスができた。雑誌では作家についての紹介文や作家インタビュー、イラスト及びプレイリストも含んでいた 「Day One」フレーズは株主向けの年次報告書で実験や現状満足と闘うためにベゾスによって「これは未だにDay 1(1日目)だ」としてたびたび使われているフレーズである。
2014年3月、発行者のサラ・トマシェイクの指揮の下、アマゾン・パブリッシングはドイツのミュンヘンにドイツ語部門を開設した。アマゾンによると「欧州アマゾンパブリッシングチームはドイツ語のフィクションを買い取り、Kindleでの利用や印刷版をアマゾンのウェブサイトで入手できるようにする」ということであった
。

### Weathervane
1999年のクリスマスシーズン中、アマゾンは亡きインプリント「Weathervane」の権利を又貸しした。これはアマゾンの最初の出版の試みだった。クリスマスレシピ本や十分な市場アピールができなかった他の本を含んでおり、元社員のジェームズ・マーカスによれば彼らは「残本が積みあがったテーブルの黒い沼から這い出てきた怪物」だった インプリントはすぐに消滅し、「(アマゾン)の代理人は今日ではWeathervanceを聞いたこともないと主張している」という

### 発行者
2012年にアマゾン・パブリッシングが創設された時の最初の発行者はラリー・カーシュバウムだった。彼はニューヨークに拠点を置いていた。2014年1月、ラリー・カーシュバウムは企業を退職した。「パブリッシャーズ・ウィークリー」によれば「彼の指示の下で、アマゾン・パブリッシングは市場牽引力を得ることに苦戦し、出版本が主要なベストセラーになることができなかった。グループの精彩を欠くパフォーマンスに加えて、この夏にカーシュバウムは自身に対してセクハラの訴訟が提起されたことで望まない注目を集めてしまっていた」
カーシュバウムの地位はダフネ・ダーラムが受け継いだ。ダーラムは、Amazonでキャリアを過ごし、シアトルに拠点を置いている。ダーラムは1年後に「休暇を取るため」に会社を退職した。2015年1月16日にミキーラ・ブルダーが発行者になり、大半のインプリントを担当した。彼女はシアトルを拠点としている。さらに、デイビッド・ブラムがLittle AとTwo Lionsのインプリントを担当する発行者と編集長に任命された。彼はニューヨークに拠点を置いている。

## インプリントのリスト
| インプリント                 | 創刊日     | 説明                                                     | 注記 |
| ---------------------------- | ---------- | -------------------------------------------------------- | --- |
| AmazonEncore                 | 2009年5月  | 絶版または再発見された自費出版本                         | |
| AmazonCrossing               | 2010年5月  | 翻訳本                                                   | |
| Montlake Romance             | 2011年5月  | ロマンス                                                 | |
| Thomas & Mercer              | 2011年5月  | ミステリーとスリラー                                     | |
| 47North                      | 2011年10月 | サイエンスフィクション、ファンタジー、ホラー             | |
| The Domino Project           | 2010年12月 | セス・ゴーディン創設：「思想的リーダー」による短編小説   | 「Powered by Amazon」インプリント ゴーディンは2011年11月にこのインプリントを終了させることを決断                                                |
| New Harvest                  | 2012年1月  | 総合大人向けタイトル                                     | アマゾン・パブリッシングのラリー・カーシュバウム運営の東海岸グループを通じてNew Harvestはホートン・ミフリン・ハーコートによって配信されている。 |
| Amazon Publishing            |            | ノンフィクション、回想録、総合フィクション               | |
| Grand Harbor Press           | 2012年12月 | スピリチュアル、自己啓発                                 | アマゾン所有のBrilliance Audioの部門 |
| Amazon Children's Publishing | 2013年1月  | 青少年と子供の絵本                                       | Two LionsとSkyscapeの2つのインプリントで構成 |
| Little A                     | 2013年3月  | 文芸フィクション                                         | |
| Jet City Comics              | 2013年6月  | 漫画とグラフィックノベル                                 | |
| Day One                      | 2013年10月 | 週刊デジタル文芸雑誌                                     | |
| Lake Union Publishing        |            | 現代と歴史的なフィクション、回想録、人気ノンフィクション | |
| StoryFront                   |            | 短編フィクション                                         | |
| Waterfall Press              |            | キリスト教のノンフィクションとフィクション               | |

## 批判
ザ・ニューヨーカーの2014年の記事で、ジョージ・パッカーはアマゾン・パブリッシングの書籍のほぼすべてが期待以下であると書いている。例えば、アマゾンはオークションでティモシー・フェリスの『4時間制シェフ』を100万ドルで買収し、フェリスの過去作であるペニー・マーシャルの回想録『私の母は狂っていた』も80万ドルで買収したが、マーシャルの回想録は17万部しか売れなかった。ジェームズ・フランコの小説『アクターズ・アノニマス』は、5万部も売れなかった。パッカーは「過去（2012年〜2013年）にアマゾンパブリッシングはほとんどオークションに出席していないし、先月(2014年1月) にはカーシュバウムはAmazonを辞めた。パフォーマンスが悪い理由としては、アマゾンは直接の競争相手であるため、同社の作品を販売することを拒否する書店の存在や、出版社としての無能さ（ニューヨークのある出版社がアマゾンについて「出版社になるには一定の事柄がある。運が必要だが、判断力と識別力も必要だ」と語ったように）及びアマゾンの機械やアルゴリズム、大量製品の文化が人間のネットワークと評価に重きを置く出版業界と上手くフィットしなかったとしている。